# 拓殖大学紅陵高等学校

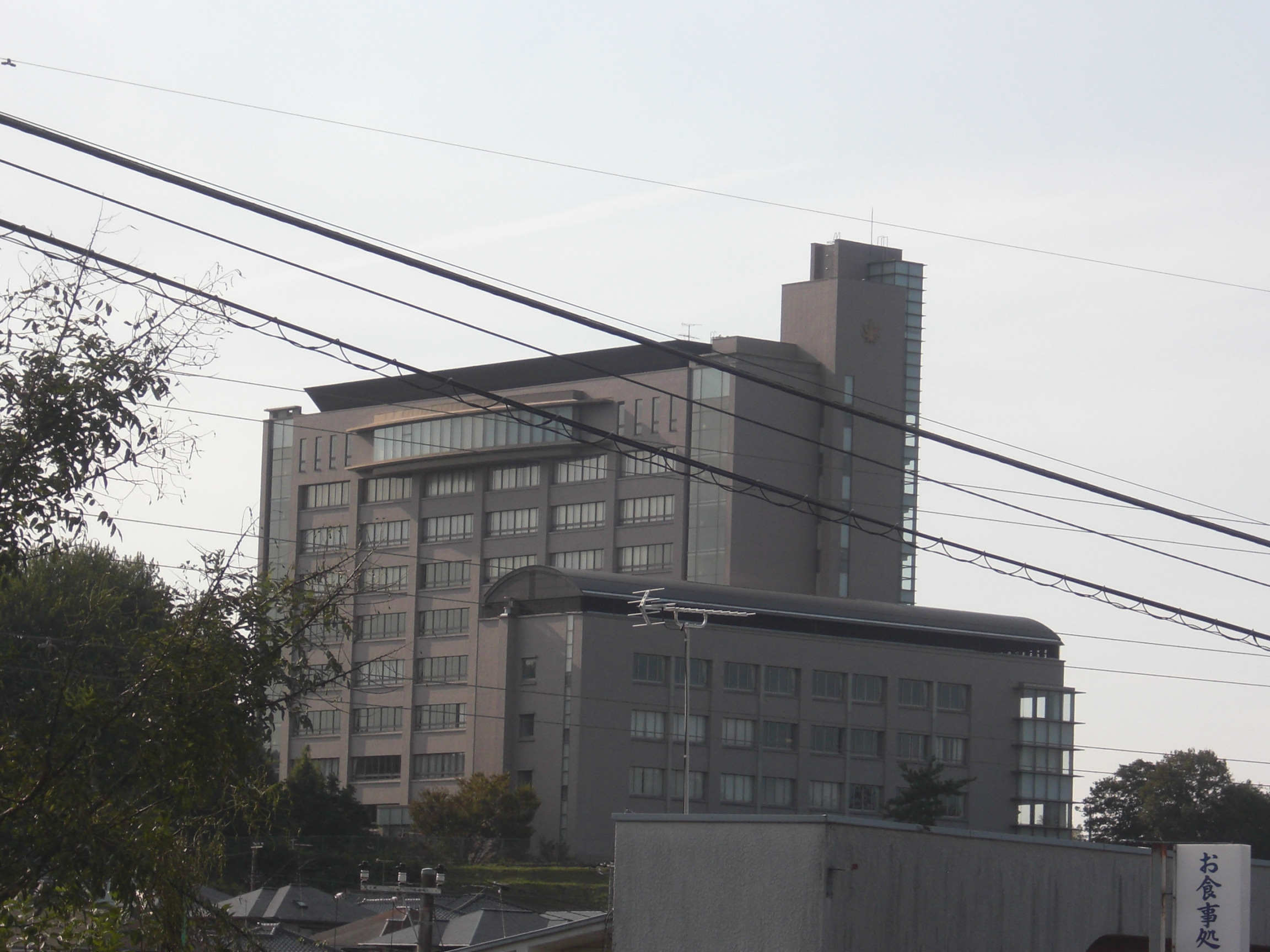
校舎

拓殖大学紅陵高等学校（たくしょくだいがくこうりょうこうとうがっこう）は、千葉県木更津市にある私立の高等学校。略称は『拓大紅陵（たくだいこうりょう）』、もしくは『紅陵（こうりょう）』。設置者は学校法人紅陵学院。

## 概要
「人生開拓」の教育理念のもと、益々多様化する社会と国際情勢の中で自らの人生は自らの手で拓き、どんな逆境にも耐えうる自主独立の精神を持って21世紀に活躍する若者達に希望と目的をもたせ、「文武両道」を目指し大学進学、クラブ活動の振興充実を主たる教育目標としてかかげている。拓殖大学と冠しているが、本校の設置者は学校法人拓殖大学ではなく、同大学の系属校としての位置づけである。
近年は拓殖大学との連携を強めており、毎年推薦基準を満たした数十名が進学する。また、校内の設備が非常に充実している。兄弟校として志学館中等部・高等部がある。

## 沿革
- 1978年（昭和53年） - 木更津紅陵高等学校として開校（男子校〉
- 1980年（昭和55年） - 拓殖大学紅陵高等学校に改称
- 1981年（昭和56年） - 共学化

## 学生寮
- 学寮を完備。男子寮として「時習寮」、女子寮として「K・G Flat」がある。※志学館高等部と共用

## クラブ
- 硬式野球部は千葉県大会の決勝の常連である。
- ボクシング部も全国大会に多数出場し、インターハイで5位に入る。女子部もあり、全日本女子選手権優勝者も輩出している。
- 1994年 航空宇宙マテリアル部が 第18回 鳥人間コンテスト 人力プロペラ機部門に出場。（高校生初）

### 硬式野球部全国大会戦績
名将小枝守監督のもと、2017年現在で千葉県代表として春の大会に4回出場、夏の大会に5回出場。
「燃えろ紅陵」「チャンス紅陵」「メイプルパワー」などオリジナルの応援演奏曲も多彩である。
1992年夏（第74回）では、初戦から準決勝まで全て別の4投手が勝ち投手になるという長い甲子園の歴史の中でも史上初の快挙を達成した。この勝利投手4人の最多記録は2012年まで春夏を通じて現在も破られていない。
選抜高等学校野球大会（春の大会）：4勝4敗
- 1984年（第56回） ベスト8（9-3智弁学園、10-2法政二、0-6PL学園）
- 1986年（第58回） 2回戦敗退（8-0洲本、4-7新湊）
- 1996年（第68回） 1回戦敗退（8-9東邦）
- 2004年（第76回） 2回戦敗退（6-0一関一、4-6福岡工大城東）

全国高等学校野球選手権大会（夏の大会）：6勝5敗
- 1984年（第66回） 2回戦（初戦）敗退（0-5鹿児島商工）
- 1986年（第68回） 3回戦敗退（4-0岩国商、0-1東洋大姫路）
- 1988年（第70回） 3回戦敗退（10-1松山商、3-4浜松商）
- 1992年（第74回） 準優勝（4-3智弁和歌山、2-0佐世保実、2-1池田、5-4尽誠学園、0-1西日本短大付）[3]
- 2002年（第84回） 1回戦敗退（0-6智弁学園）

## 不祥事
- 1980年（昭和55年） - 重大事件後、拓殖大学紅陵高等学校に改称
- 1989年（平成元年）、500人以上の欠番がある受験番号を割り振るなど志願者水増しして競争率を高く装っていたことが発覚し[4]、千葉県からも聴取を受けた[5]。
- 1995年（平成7年）、「体罰受けた」と民事裁判で訴えられ[6]、体育館で異例の現場検証が行われたほか[7]、私立高校としては異例となる千葉県の公文書公開条例に基づいて体罰報告書が部分開示された[8]。そのため、千葉県が体罰などがないか指導方法について実態調査を行い[9]、指導方法の改善を図ることになった[10]。
- 2017年（平成29年）7月11日、知人の少女に売春を斡旋したとして、硬式野球部員だった17～18歳の少年3人（当時2年生、同年3月に自主退学）が売春防止法違反容疑で逮捕された。同月31日、東京地検は売春防止法違反（周旋）の疑いで元部員男性らを東京家裁に送致した[11]。

## 著名な出身者
- 小川博文 - 元プロ野球選手（オリックス・ブルーウェーブ-横浜ベイスターズ）
- 飯田哲也 - 元プロ野球選手（ヤクルトスワローズ-東北楽天ゴールデンイーグルス）
- 佐藤幸彦 - 元プロ野球選手（千葉ロッテマリーンズ）
- 高橋憲幸 - 元プロ野球選手（北海道日本ハムファイターズ）
- 和田孝志 - 元プロ野球選手（千葉ロッテマリーンズ）
- 鈴木秀範 - 元社会人野球選手、社会人野球指導者（新日鐵住金かずさマジック監督）
- 知野公昭 - 元プロ野球選手（横浜ベイスターズ）
- 小林敦司 - 元プロ野球選手（広島東洋カープ）
- 多田昌弘 - 元プロ野球選手 （広島東洋カープ）
- 立川隆史 - 元プロ野球選手（千葉ロッテマリーンズ-阪神タイガース）、元K-1ファイター（キックボクサー）
- 手嶌智 - 元プロ野球選手（千葉ロッテマリーンズ）
- 加藤貴之 - プロ野球選手（北海道日本ハムファイターズ）
- 大木貴将 - 元プロ野球選手（千葉ロッテマリーンズ）
- 和田貴範 - 元社会人野球選手
- 小松崎大地 - 競輪選手、元独立リーグ（徳島インディゴソックス）選手
- 片田敬太郎 - トレーナー
- 成田美寿々 - プロゴルファー
- むぎわらしんたろう - 漫画家
- 竹原ピストル - ミュージシャン
- 茂木千明 - 芸能事務所代表、音楽プロデューサー、ラジオDJ
- 上原風馬 - 俳優[12]
- 中野哲爾 -格闘家（躰道）

## 交通
- JR内房線木更津駅東口より日東交通バス「真舟団地行」。「紅陵高校下」下車徒歩1分